# Alter Basar (Skopje)

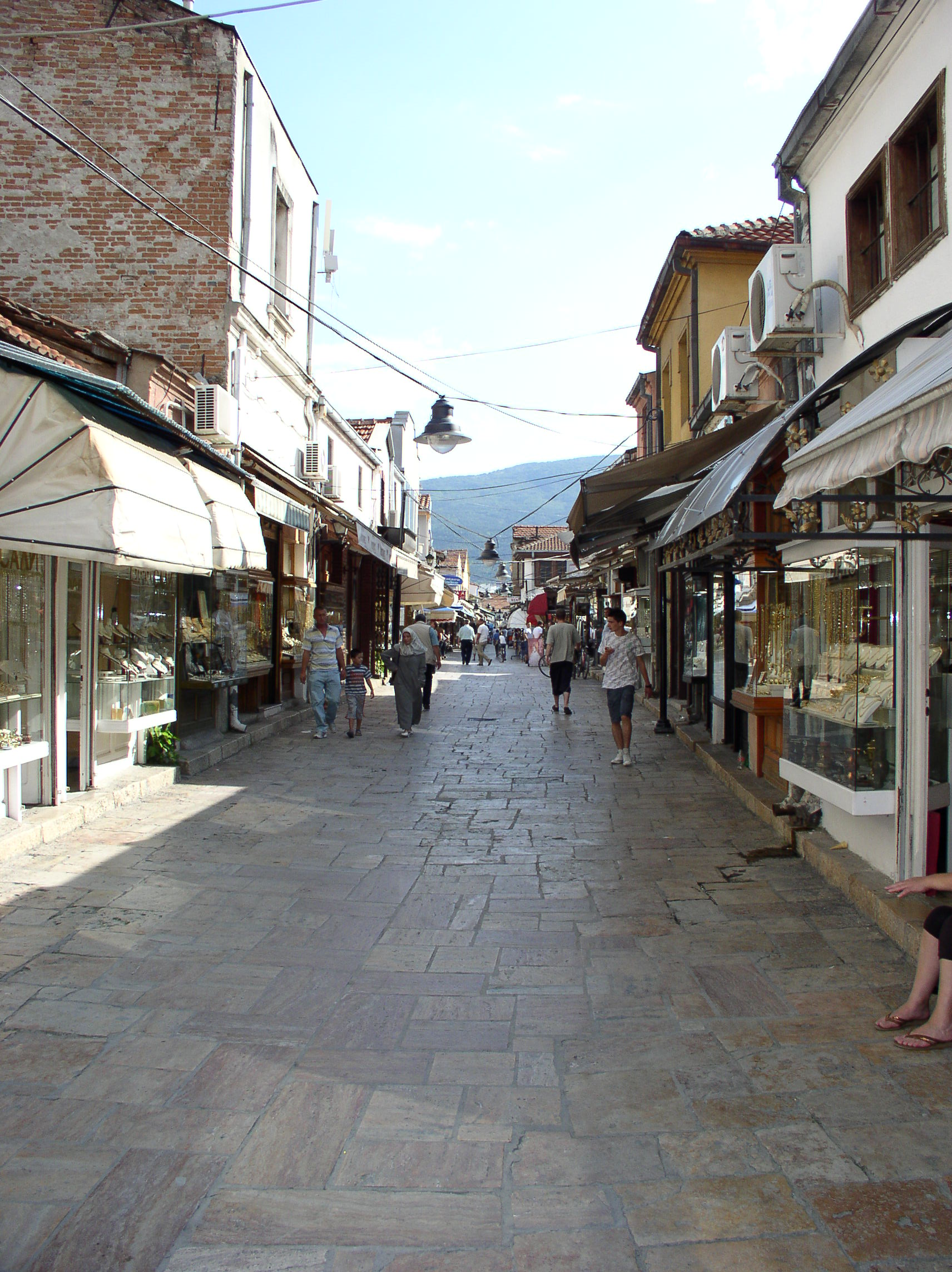
Gassenszene im Alten Basar

Der Alte Basar in Skopje (mazedonisch Стара скопска чаршија Stara skopska čaršija; albanisch Çarshia e Vjetër; türkisch Üsküp Çarşısı) ist ein altes Handels- und Marktviertel und ein kulturell-historischer Teil sowie eine der bekanntesten Sehenswürdigkeiten der Stadt. Er befindet sich im Gebiet zwischen der Steinbrücke (Kamen Most) im Südwesten und dem Bit-Pazar, dem heutigen Markt, im Nordwesten. Begrenzt wird das Viertel durch die Flüsse des Vardars und des Seravas. Laut der administrativen Gliederung der Stadt liegt der Basar auf dem Territorium der Gemeinden Čair und Centar.
Die ersten dokumentierten Angaben fürs Bestehen eines Handelsviertel im Raum des Alten Basars stammen aus dem 12. Jahrhundert. Zur Zeit der osmanischen Herrschaft in der Stadt wuchs der Platz zum größten Handelsviertel in Skopje auf, in dem man etwa 30 Moscheen, zahlreiche Karawansereien und Hanen sowie Madrasa, Tekken und andere öffentliche Gebäude osmanischer Architektur fand. In seiner Geschichte hat der Basar große Schäden von den Erdbeben in den Jahren 1555 und 1963, dem riesigen Stadtbrand im Jahr 1689 und den Weltkriegen überstanden. Trotz dieser Beschädigungen und Zerstörungen stellt der Basar weiter das einzige Monument der wechselvollen Kultur des Landes vor, in dem Eigenschaften von mehreren verschiedenen Kulturen und Zivilisationen eingesetzt sind.
Mit einem Gesetz von 13. Oktober 2008 hat das Parlament der Republik Mazedonien den Alten Basar zu einem Kulturgut von besonderer Wichtigkeit für den Staat bekanntgemacht und der Platz wird seitdem unter einem dauerhaften Staatsschutz überwacht. Am Anfang des Jahres 2010 begann die Einführung eines fünfjährigen Programms zur Revitalisierung des Basars, mit dem Zweck die Objekte in seinem Rahmen zu erneuern, eine Unterstützung den Handwerken zu geben, sowie eine intensive wirtschaftliche und kulturelle Entwicklung zu bekräftigen.